# 梯瓦

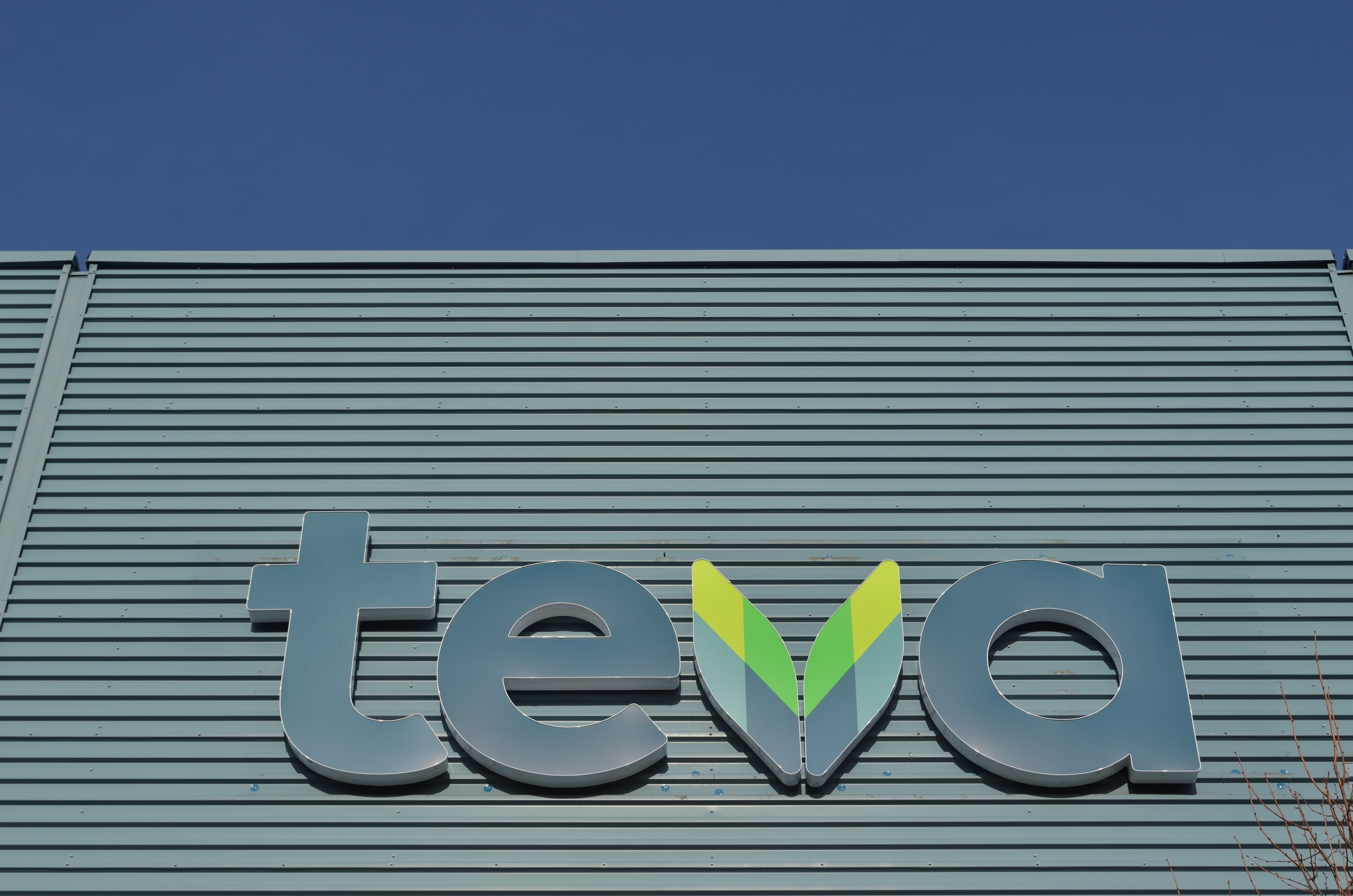
梯瓦製藥

梯瓦制药工业有限公司（希伯來語：‎）是一家跨国制药公司，总部位于以色列佩塔提克瓦，专精于仿制药、专利药和医药原料的生产与销售。它是世界上最大的仿制药厂，亦是第15大制药企业。

## 历史
2015年7月27日以色列梯瓦同意以405億美元(約3159億港元)收購愛力根（Allergan）旗下非專利藥業務，該交易將使Teva躋身全球10大製藥企業行列。Teva在聲明中稱，將支付337.5億美元現金及價值67.5億美元的Teva股票，